# Batschi-Jurt
Batschi-Jurt (russisch Ба́чи-Юрт) ist ein Dorf (selo) in der Republik Tschetschenien (Russland) mit 16.485 Einwohnern (Stand 14. Oktober 2010).

## Geographie
Der Ort liegt am Nordrand des Großen Kaukasus, gut 40 km Luftlinie ostsüdöstlich der Republikhauptstadt Grosny. Das Dorf durchquert der Gansol, der über Mitschik, Gudermes und Belka zur Sunscha abfließt.
Batschi-Jurt gehört zum Rajon Kurtschalojewski und liegt neun Kilometer ostnordöstlich von dessen Verwaltungszentrum Kurtschaloi.

## Geschichte
Das alte tschetschenische Dorf war ursprünglich auch als Batschin-Jurt bekannt.
In der Zeit der Deportation der tschetschenischen Bevölkerung ab 1944 trug der Ort bis Ende der 1950er-Jahre den russischen Namen Perwomaisk (nach anderen Angaben Perwomaiskoje), von Perwoje maja für „Erster Mai“, und war von Umsiedlern aus Dagestan bewohnt. Nach Rückkehr der tschetschenischen Bewohner wurde die tschetschenische Bezeichnung in der heutigen Form wiederhergestellt.

### Bevölkerungsentwicklung
| Jahr | Einwohner |
| ---- | --------- |
| 1979 | 6.296     |
| 2002 | 14.756    |
| 2010 | 16.485    |

Anmerkung: Volkszählungsdaten

## Infrastruktur
Durch Batschi-Jurt verläuft die Straße, die das Rajonzentrum Kurtschaloi mit dem ganz im Osten des Rajons gelegenen Dorf Alleroi verbindet. Eine Nebenstraße überquert von Batschi-Jurt aus einen gut 300 m hohen Vorgebirgskamm in Richtung Oischara an der Fernstraße M29 östlich der Stadt Gudermes.